# Böcklin von Böcklinsau

Wappen der Böcklin von Böcklinsau

Böcklin von Böcklinsau, auch Boecklin von Boecklinsau oder oftmals nur Böcklin, ist der Name eines alten elsässischen Adelsgeschlechts. Die Familie gehörte ursprünglich zum Patriziat der freien Reichsstadt Straßburg.

## Geschichte
Die Familie war stammes- und wappenverwandt mit der ebenfalls aus Straßburg stammenden und zum Patriziat der Stadt gehörenden Familie Bock. Diese erschien um das Jahr 1200 erstmals und nahm im Laufe der Zeit verschiedene Beinamen nach ihren Besitzungen an, so unter anderen Bock von Bläsheim und Bock von Bockstein. Sie erlosch mit dem Tod des Freiherren Friedrich Heinrich Bock von Gerstheim 1791 bzw. mit dessen jüngster Tochter 1792.
Die Böcklin erscheinen erstmals 1266 urkundlich mit Ulrich Boecklin, der auch die Stammreihe beginnt. Bis 1781 werden sie häufig als Straßburger Ratsherren genannt. Das Amt des „Stettmeisters“, die Bezeichnung für den Bürgermeister von Straßburg, bekleideten 13 Angehörige der Familie von der Mitte des 15. Jahrhunderts bis Mitte des 18. Jahrhunderts insgesamt 109 mal.
Bereits im 13. Jahrhundert, aber vor allem während des 14. Jahrhunderts, konnten Mitglieder des Geschlechts bedeutenden Grundbesitz erwerben. 1442 gelangte die Herrschaft Rust in der Ortenau in Familienbesitz und wurde für lange Zeit der Stammsitz des Geschlechts. Gleichzeitig erlangten sie mehrfach die Ritterwürde, da sie sich immer häufiger in der Landesverwaltung betätigten. 1513 wurden der Familie durch kaiserliches Diplom der Name Boeckhle von Boeckhkelsau und weitere herrenmäßige Vorrechte verliehen. Im Jahre 1773 wurde der Freiherrenstand in Frankreich von Ludwig XVI. anerkannt.
Wegen des Besitzes bzw. Teilbesitzes von Allmannsweier, Kehl-Dorf, Rust und Wittenweier (heute Ortsteil von Schwanau) waren die Herren Böcklin von Böcklinsau im 18. Jahrhundert Mitglied der Reichsritterschaft Bezirk Ortenau des Ritterkantons Neckar im schwäbischen Ritterkreis. Wegen des Besitzes bzw. Teilbesitzes von Bischheim (erworben 1411), Obenheim und Wibolsheim waren sie auch im Ritterkreis Unterelsass und 1645 bis 1685 wegen Helfenberg im Ritterkanton Kocher immatrikuliert.
Von den drei großen Linien erloschen die beiden ältesten im 18. Jahrhundert. Die jüngste, seit Ende des 18. Jahrhunderts vollständig in der Markgrafschaft Baden ansässige Linie, blieb im Besitz von Schloss Rust.

## Wappen
Das redende Stammwappen zeigt in Rot einen springenden, gold-bewehrten silbernen Bock. Auf dem Helm mit rot-silbernen Decken der gold bekrönte Bock wachsend.

## Bekannte Familienmitglieder

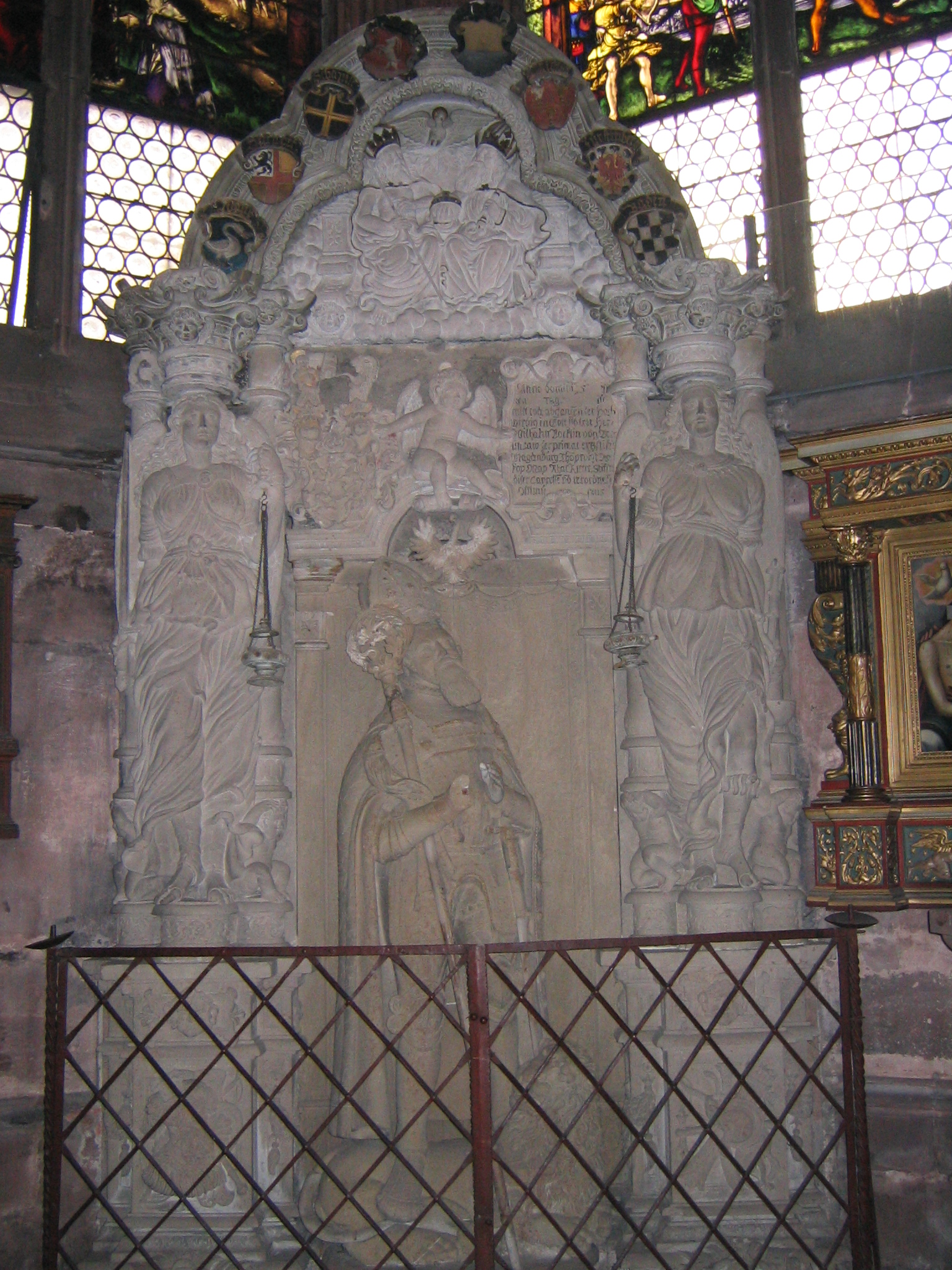
Grabmal des Dompropstes Wilhelm Böcklin von Böcklinsau († 1585) im Freiburger Münster

- Adolf Boecklin von Boecklinsau (1838–1921), preußischer Generalleutnant
- Balthasar Böcklin von Böcklinsau (* 1454; † 16. Januar 1520), Majoratsherr auf Rust[2]
- Bernhard Böcklin von Böcklinsau, 1373 Minor, 1397 im Rat, 1403 belehnt mit Reichslehen Ebersheim, kauft Schloss Mörburg/Giesenburg? Stettmeister zu Straßburg (1423)[3]
- Claudius Böcklin von Böcklinsau († 1537), Stettmeister, verheiratet mit Magdalena zum Wiger (Schnewlin von/zum Weyher)[4]
- Franz Friedrich Siegmund August Böcklin von Böcklinsau (1745–1813), Naturforscher, Musikschriftsteller und Komponist
- Friedrich Böcklin von Böcklinsau (1767–1829), großherzoglich badischer Generalmajor[5]
- Johann Böcklin von Böcklinsau (* vor 1452–1484), Ritter zu Augst, Bischheim, Obernheim, Wibolsheim, auf Anteil Schloss Rohrburg, Stettmeister zu Straßburg[6]
- Ludwig Böcklin von Böcklinsau (1838–1922), preußischer General der Infanterie
- Ruprecht Ludwig Ernst Moritz Freiherr von Boecklin zu Boecklinsau († 1955), letzter Grundherr in Rust.[7]
- Wilhelm Böcklin von Böcklinsau (Pfalzgraf) († 1585), Pfalzgraf und Dompropst zu Magdeburg
- Wilhelm Böcklin von Böcklinsau (General) (1831–1905), Feldmarschallleutnant der k.u.k. Armee